# Konrad Dobrski
Konrad Dobrski (ur. 26 listopada 1849 w Warszawie, zm. 28 lutego 1915 tamże) – lekarz, działacz społeczny. 

## Biografia
Konrad Dobrski urodził się w 1849 w Warszawie. Rozpoczął naukę w warszawskim Gimnazjum Realnym, gdzie poznał i zaprzyjaźnił się z Henrykiem Sienkiewiczem. We wrześniu 1862 obaj przenieśli się do II Gimnazjum, mieszczącym się w Pałacu Staszica. We wrześniu 1964 kontynuował naukę, podobnie jak Sienkiewicz, w IV Gimnazjum. Po ukończeniu w 1865 gimnazjum rozpoczął studia na Wydziale Lekarskim Szkoły Głównej Warszawskiej. Ukończył je w 1870 na przekształconym w 1869 r. ze Szkoły Głównej Cesarskim Uniwersytecie Warszawskim, uzyskując stopień lekarza.
W czasie wojny francusko-pruskiej został w 1870 oddelegowany przez Międzynarodowy Komitet Opieki nad Chorymi i Rannymi Wojownikami do pracy w ramach Czerwonego Krzyża: pracował na dworcu kolejowym w Mannheim i w szpitalu we francuskiej twierdzy Touls. Po powrocie z wojny wyjechał do Wiednia na studia laryngologiczne. Do Warszawy wrócił w 1872 r. i w latach 1872–1875 pracował jako asystent w Klinice Diagnostycznej prof. Ignacego Baranowskiego na Cesarskim Uniwersytecie Warszawskim. Jednocześnie w 1872 został współzałożycielem I Lecznicy dla Niezamożnych Pacjentów, w której przyjmował chorych jako internista. W 1874 wraz z kilkoma kolegami-lekarzami, otworzył Warszawski Dom Zdrowia przy ul. Szpitalnej 6. Urządzony był na wzór szpitala ogólnego i leczyli się w nim pacjenci obojga płci. Po zamknięciu lecznicy w 1890 z powodu wygaśnięcia umowy najmu z właścicielem budynku, otworzył własny Dom Zdrowia przy Alei Róż 10, który prowadził do 1909 r. W 1880 objął funkcję lekarza kolei nadwiślańskich; został także lekarzem Towarzystwa Ubezpieczeń „Przezorność”.
Obok pracy zawodowej Dobrski angażował się w działalność społeczną, piśmienniczą i popularyzatorską. Już od czasów studenckich zajmował się tłumaczeniem dzieł medycznych, głównie niemieckich, na język polski. Ogółem przełożył kilkadziesiąt pozycji, udostępniając studentom i lekarzom najnowszą literaturę medyczną, w tym podręczniki lekarskie, których brakowało w języku polskim. W latach 1878–1880 był pomysłodawcą i współredaktorem dwutygodnika „Zdrowie”, poświęconego popularyzacji nauk przyrodniczych i higieny. Po ukazaniu się 3 tomów pismo zamarło z powodu braku zainteresowania czytelników.
Jako społecznik był jednym z inicjatorów i współtwórców „Kasy pomocy dla osób pracujących na polu naukowym im. dr. med. Józefa Mianowskiego”, założonej w 1881 przez grono byłych profesorów i studentów Szkoły Głównej i nazwanej imieniem jedynego rektora tej uczelni. Działalności w Kasie Dobrski poświęcił 33 lata: w okresie 1881-1893 sprawował funkcję sekretarza Komitetu (organu zarządzającego Kasą), w latach 1896–1904 był wiceprezesem Kasy, a od połowy grudnia 1904 do początku 1915 jej prezesem. Dzięki funduszom Kasy i staraniom Dobrskiego jako członka Komitetu ukazało się drukiem wiele prac z zakresu nauk medycznych, w tym higieny, której był propagatorem. W grudniu 1875 został przyjęty w poczet Warszawskiego Towarzystwa Lekarskiego, stając się jednym z najbardziej zasłużonych jego członków. Od 1898 do śmierci był skarbnikiem Towarzystwa, a w latach 1877–1879 członkiem Zarządu i redaktorem „Pamiętnika Warszawskiego Towarzystwa Lekarskiego”. W okresie prawie 40 lat swojej aktywności w Towarzystwie uporządkował jego finanse i administrację. W uznaniu zasług w 1914 otrzymał zaszczytny tytuł członka honorowego WTL. Był także kasjerem Kasy Wsparcia dla wdów i sierot po lekarzach. Do końca życia pozostał wierny poglądom pozytywistów, kultowi pracy i obowiązku.
Jego żoną była jedna z pierwszych polskich lekarek, specjalistka chorób kobiecych Anna Tomaszewicz-Dobrska.
Dobrski został pochowany na Cmentarzu Powązkowskim w Warszawie (kw. 178, rz. 5). Jego dorobek piśmienniczy obejmuje głównie przekłady, ale był także autorem 28 artykułów publikowanych na łamach różnych czasopism i dotyczących głównie higieny oraz aktualnych spraw środowiska lekarskiego. Pisał także o roli lekarzy jako doradców towarzystw ubezpieczeniowych.